# Рабейну Там
Яаков бен Меир, более известен как Рабейну Там (1100—1171) — внук Раши и один из основателей тосафистской школы, лидер еврейства Королевства Франция XII века, поэт.

## Биография
Второй сын Меира бен Шмуэля и Йохевед, средней дочери Раши. Родился в деревне Рамрю́ (Ramerupt) в провинции Шампань во Франции. Его учителями были его отец и старший брат. Жил в Рамрю, Труа и Блуа.
После взросления очень быстро приобрёл известность как ведущий мудрец своего поколения. Авраам ибн Дауд, испанский хронист отмечает в «Сефер ха-каббала» заслуги Рабейну Тама, но не Раши. К нему обращались с вопросами со всей Франции, включая Прованс, и даже из Италии. Рабейну Тамом был создан раввинский суд, который он назвал «крупнейшим судом своего поколения». Велико было влияние Рабейну Тама на решения многих общинных вопросов, связанных с образованием, статусом женщин, улучшением еврейской жизни.
В 1146 при втором крестовом походе, был едва не убит погромщиками, однако заступничество важного вельможи из крестоносцев его спасло.
В 1171 присутствовал при кровавом навете в Блуа, где осудили на смерть 40 евреев. После этого события, день, когда это произошло — 20 сивана, был объявлен национальным трауром у ашкеназских евреев. Известен 31 пиют, написанный Рабейну Тамом, где чувствуется подражание испанским поэтам, что привело испанских поэтов начать полемику с ним.
Похоронен на старом еврейском кладбище Рамрю вместе с братом.

## Влияние на развитиеУстного Закона
В еврейской традиции имя Рабейну Тама связывается с постановлением по поводу порядка пергаментов в тфилин, противоречащего мнению его деда, Раши.